# Starline Motors Industries
Starline Motors Industries Pvt. Ltd. ist ein Hersteller von Kraftfahrzeugen aus Indien.

## Unternehmensgeschichte
Das Unternehmen aus Belagavi begann 1970 mit der Produktion von Omnibussen. Später kamen Nutzfahrzeuge dazu. In den 1980er Jahren entstanden auch Automobile. Der Markenname lautet Starline.

## Pkw
Die Modelle basierten auf Fahrzeugen von Premier Automobiles. Der Sab 25 XL war eine Limousine. Ein Vierzylindermotor mit 1089 cm³ Hubraum und 40 PS Leistung war vorne im Fahrzeug montiert und trieb die Hinterräder an. Das Fahrzeug war bei einem Radstand von 274 cm 402 cm lang, 147 cm breit und 147 cm hoch. Das Leergewicht war mit 1029 kg angegeben. Außerdem gibt es Abbildungen von Kombis.